# Hydropsalis
Hydropsalis é um gênero de aves pertencentes à família Caprimulgidae que agrupa espécies de bacuraus nativas dos Neotrópicos e que se distribuem desde o sudeste do México até a e América do Sul, incluindo também as Pequenas Antilhas.
O Comitê Brasileiro de Registros Ornitológicos (CBRO) considera fazendo parte desse gênero o Nyctidromus albicollis e o Setopagis parvula, tornando-se Hydropsalis albicollis e Hydropsalis parvula. Porém esse conceito não foi amplamente aceito por outras classificações, e é desconsiderado pela maioria.

## Espécies
Classificação de acordo com as classificações do Congresso Ornitológico Internacional (IOC) (Versão 4.4, 2014) e Clements Checklist 6.9 agrupa as seguintes 4  espécies:
- Bacurau-de-cauda-branca, Hydropsalis cayennensis
- Bacurau-de-rabo-maculado, Hydropsalis maculicaudus
- Acurana, Hydropsalis climacocerca
- Bacurau-tesoura, Hydropsalis torquata